# Isabel Mavrikievna da Rússia
 Isabel Mavrikievna da Rússia (nome pessoal em alemão: Elisabeth Auguste Marie Agnes von Sachsen-Altenburg), (25 de janeiro de 1865 — 24 de março de 1927) foi a esposa do grão-duque Constantino Constantinovich da Rússia com quem se casou em 1884 em São Petersburgo, Rússia.

## Família e primeiros anos
A princesa Isabel, como era normalmente conhecida, foi a segunda filha do príncipe Maurício de Saxe-Altemburgo e da sua esposa, a princesa Augusta de Saxe-Meiningen. Quando era jovem, realizou várias viagens pela Europa para visitar os seus parentes.

## Casamento e descendência
Em 1882, quando tinha dezasseis anos de idade, conheceu o seu primo em segundo-grau, o grão-duque Constantino Constantinovich da Rússia, em Altemburgo. A mãe dele e o pai dela eram primos direitos e, além dessa ligação, também descendiam ambos do czar Paulo I. Logo que se conheceram, começou a falar-se de casamento. No entanto, apesar de Isabel dizer que estava preparada para se casar com Constantino, este hesitou, apesar de na altura ter vinte-e-quatro anos de idade. Quando Isabel partiu, Constantino prometeu que iria escrever-lhe com frequência, mas nunca o fez, uma vez que era extremamente tímido. Apesar de tudo, escreveu bastantes poemas sobre ela. Em 1884, Isabel visitou a Rússia e o casamento foi anunciado, apesar de a princesa ter exprimido o seu desejo de manter a sua religião luterana, uma decisão que foi um duro golpe para o seu futuro marido, uma vez que este era um fiel devoto da Igreja Ortodoxa Russa. Ainda pior foi o facto de Isabel se ter recusado a beijar a cruz que era mostrada durante as missas ortodoxas.
No dia de casamento, que se realizou a 27 de abril de 1884, Isabel escreveu uma carta ao noivo para o deixar descansado, afirmando que prometo-te que nunca farei nada para te deixar zangado ou para te magoar por causa das nossas religiões divididas (...) apenas posso dizer-te mais uma vez o quanto te amo profundamente.
O casamento foi muito feliz, embora Constantino tivesse amantes masculinos em segredo. Juntos tiveram nove filhos:
1. João Constantinovich (5 de julho de 1886 – 18 de julho de 1918), casado com a princesa Helena da Sérvia; com descendência. Foi assassinado pelos bolcheviques em consequência da Revolução Russa de 1917;
2. Gabriel Constantinovich da Rússia (15 de julho de 1887 – 28 de fevereiro de 1955), casado primeiro com Antonina Rafailovna Nesterovskaya; sem descendência. Casado depois com a princesa Irina Ivanovna Kurakina; sem descendência;
3. Tatiana Constantinovna da Rússia (23 de janeiro de 1890 – 28 de agosto de 1979), casada primeiro com o príncipe Constantino Alexandrovich Bagration-Mukhransky; com descendência. Casada depois com Alexander Vassilievich Korotchenzov; sem descendência;
4. Constantino Constantinovich (1 de janeiro de 1891 – 18 de julho de 1918), assassinado pelos bolcheviques em consequência da Revolução Russa de 1917; sem descendência;
5. Oleg Constantinovich (27 de novembro de 1892 - 12 de outubro de 1914), morto em combate durante a Primeira Guerra Mundial; sem descendência;
6. Igor Constantinovich (10 de junho de 1894 – 18 de julho de 1918), assassinado pelos bolcheviques em consequência da Revolução Russa de 1917; sem descendência;
7. Jorge Constantinovich (6 de maio de 1903 – 7 de novembro de 1938), nunca se casou e não deixou descendentes;
8. Natalia Constantinovna da Rússia (morreu com dois meses de idade em 1905);
9. Vera Constantinovna (24 de abril de 1906 - 11 de janeiro de 2001), nunca se casou e não deixou descendentes.

## Últimos anos

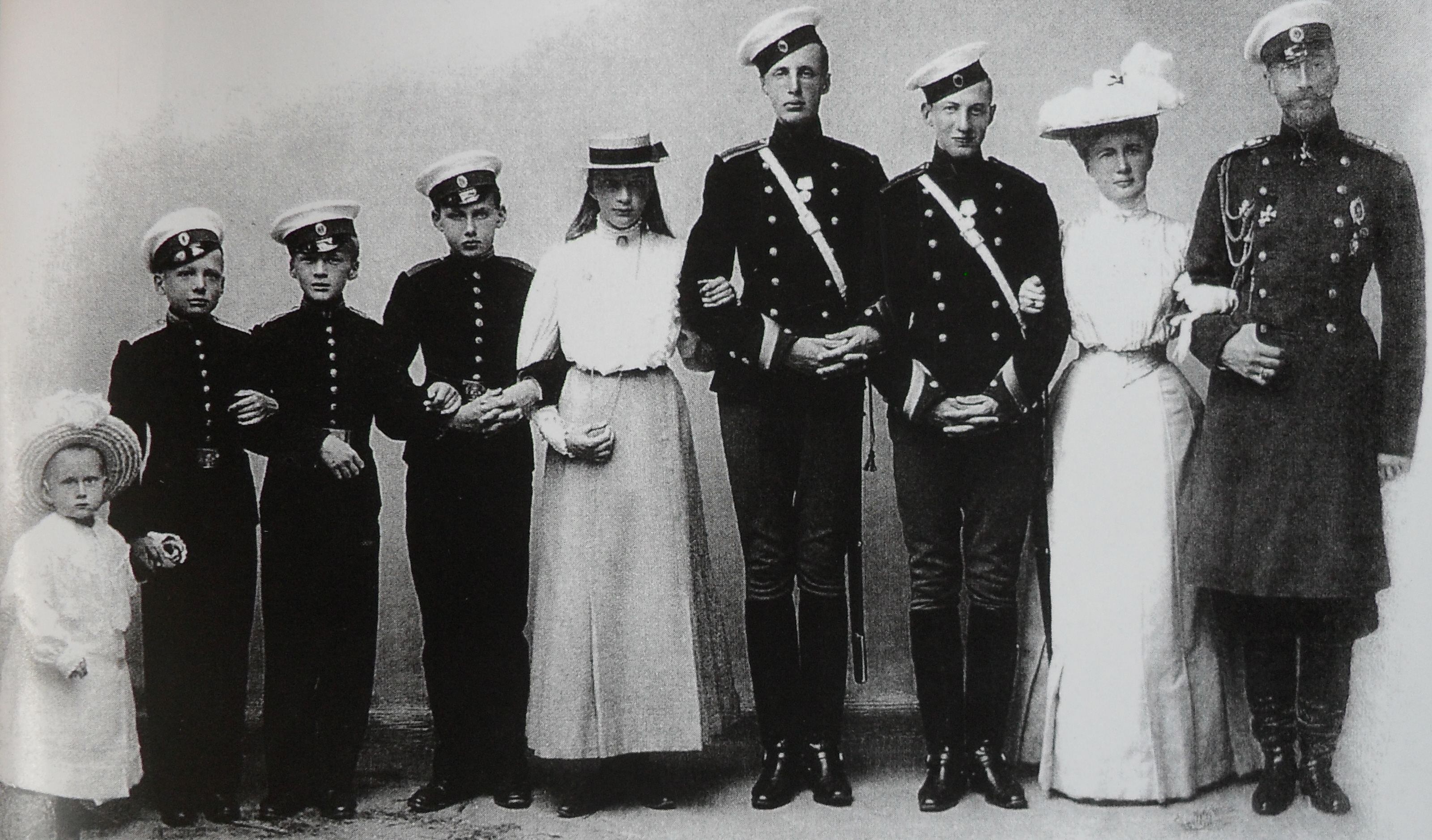
Isabel com o seu marido e filhos

Isabel Mavrikievna, ou "Mavra", como era conhecida dentro da família Romanov, era uma figura popular e dava-se muito bem com o seu sobrinho, o czar Nicolau II.
Viu morrer a maioria dos filhos. Em 1905, a sua filha Natália morreu com exactamente dois meses de idade. Quando rebentou a Primeira Guerra Mundial, viu-se do lado contrário ao seu país natal, a Alemanha, durante o conflito. A maioria dos seus filhos tinham sido treinados no exército para se tornarem soldados, por isso juntaram-se às tropas russas e combateram com bravura. Um dos seus filhos, Oleg, foi morto em batalha em 1914, na Lituânia, para onde Isabel se dirigiu rapidamente para ver o filho moribundo.
A morte inesperada do filho deteriorou muito a saúde do seu marido Constantino que também acabaria por morrer novo em 1915. Nesse mesmo ano, o seu genro (marido da princesa Tatiana) também morreu em batalha. Depois da revolução, Isabel conseguiu fugir da Rússia, mas muitos dos seus filhos foram detidos pelas forças soviéticas. Três deles (João, Constantino e Igor) acabariam mesmo por ser assassinados pelos bolcheviques, juntamente com outros membros da família Romanov, em Alapaievsk, na Sibéria, em Julho de 1918. O seu cunhado, o grão-duque Dmitri Constantinovich, foi fuzilado em Petrogrado no ano seguinte.
Isabel e os seus dois filhos mais novos, Jorge e Vera, viveram em Pavlovsk ao longo de toda a guerra, o governo caótico do Governo Provisório e até depois da Revolução de Outubro. No outono de 1918, obtiveram permissão dos bolcheviques para viajar de barco para a Suécia a convite da rainha Vitória de Baden. No porto de Estocolmo foram recebidos pelo príncipe Gustavo Adolfo que os acompanhou até ao Palácio Real.
Isabel Mavrikievna viveu com os dois filhos na Suécia durante dois anos, primeiro em Estocolmo e depois em Saltsjöbaden, mas o país tinha um custo de vida demasiado alto, por isso a família decidiu aceitar o convite do rei Alberto I da Bélgica e mudou-se para lá. Mais tarde mudaram-se para a Alemanha, em Altemburgo, onde viveram durante trinta anos, à excepção de dois anos que passaram em Inglaterra. Isabel morreu de cancro a 24 de Março de 1927 em Leipzig. O príncipe Jorge morreu em Nova Iorque em 1938. A princesa Vera viveu na Alemanha até as forças russas ocuparem a zona oriental do país. A princesa fugiu para Hamburgo e depois, em 1951, mudou-se para os Estados Unidos onde viria a morrer em 2001, em Nova Iorque.
Em 2012, um broche em forma de escaravelho que o marido de Isabel lhe tinha oferecido em 1891 foi leiloado no Sotherby's.

## Genealogia
| Isabel Mavrikievna | Pai: Maurício de Saxe-Altemburgo | Avô paterno: Jorge, Duque de Saxe-Altemburgo      | Bisavô paterno: Frederico, Duque de Saxe-Altemburgo      |
| Isabel Mavrikievna | Pai: Maurício de Saxe-Altemburgo | Avô paterno: Jorge, Duque de Saxe-Altemburgo      | Bisavó paterna: Carlota Jorgina de Mecklemburgo-Strelitz |
| Isabel Mavrikievna | Pai: Maurício de Saxe-Altemburgo | Avó paterna: Maria Luísa de Mecklemburgo-Schwerin | Bisavô paterno: Frederico Luís de Mecklemburgo-Schwerin  |
| Isabel Mavrikievna | Pai: Maurício de Saxe-Altemburgo | Avó paterna: Maria Luísa de Mecklemburgo-Schwerin | Bisavó paterna: Helena Pavlovna da Rússia                |
| Isabel Mavrikievna | Mãe: Augusta de Saxe-Meiningen   | Avô materno: Bernardo II, Duque de Saxe-Meiningen | Bisavô materno: Jorge I, Duque de Saxe-Meiningen         |
| Isabel Mavrikievna | Mãe: Augusta de Saxe-Meiningen   | Avô materno: Bernardo II, Duque de Saxe-Meiningen | Bisavó materna: Luísa Leonor de Hohenlohe-Langenburg     |
| Isabel Mavrikievna | Mãe: Augusta de Saxe-Meiningen   | Avó materna: Maria Frederica de Hesse-Cassel      | Bisavô materno: Guilherme II de Hesse-Cassel             |
| Isabel Mavrikievna | Mãe: Augusta de Saxe-Meiningen   | Avó materna: Maria Frederica de Hesse-Cassel      | Bisavó materna: Augusta da Prússia                       |